# Victoria Gray Adams
Victoria Jackson Gray Adams (Hattiesburg, 5 novembre 1926 – Atlanta, 12 agosto 2006) è stata un'attivista statunitense per i diritti civili.
È stata una dei membri fondatori dell'influente partito politico Mississippi Freedom Democratic Party.